# 북부늪레밍
북부늪레밍(Synaptomys borealis)은 비단털쥐과에 속하는 설치류의 일종이다. 작은 북아메리카 레밍이다. 늪레밍속에 속하는 2종의 하나로 나머지 종은 남부늪레밍이다. 원통형 몸과 함께 회색 또는 갈색의 긴 털을 갖고 있으며, 하체는 연한 회색빛을 띤다. 귀 아래에 적갈색 털 반점을 나 있다. 작은 눈과 털이 나 있는 주둥이와 짧은 꼬리를 갖고 있다. 16개의 이빨을 가지고 있으며 앞 윗니는 홈이 나 있다. 2cm의 꼬리와 함께 몸길이는 13cm, 몸무게는 약 30g이다. 캐나다와 알래스카, 워싱턴주 북부, 뉴잉글랜드의 습윤 북부 숲과 늪, 툰드라, 목초지에서 발견된다. 풀과 사초속 식물, 기타 초본 식물, 이끼를 먹고, 달팽이와 민달팽이를 먹기도 한다. 배설물은 녹색이다. 포식자는 올빼미와 매, 곰, 뱀이 포함된다. 암컷 레밍은 4~6마리의 새끼를 두세번 낳는다. 땅 아래 굴 속 또는 숨겨진 풀 속의 둥지에서 새끼를 낳는다. 연중, 낮과 밤 모두 활동적이다.